# UPX
UPX (ang. Ultimate Packer for Executables) – rozpowszechniany na licencji GNU GPL program komputerowy do kompresji plików wykonywalnych, autorstwa Markusa F.X.J. Oberhumera, László Molnára, oraz Johna F. Reisera.